# Рачковский, Леонид Иванович
Леонид Иванович Рачковский — советский хозяйственный, государственный и политический деятель, Герой Социалистического Труда.

## Биография
Родился в 1904 году в селе Богданово. Член ВКП(б).
С 1930 года — на хозяйственной, общественной и политической работе. В 1930—1964 гг. — десятник лесозаготовок Тальянского мехлеспункта Широкопадского леспромхоза треста «Востсиблес» Иркутской области, в РККА, мастер леса Широкопадского леспромхоза.
Указом Президиума Верховного Совета СССР от 5 октября 1957 года присвоено звание Героя Социалистического Труда с вручением ордена Ленина и золотой медали «Серп и Молот».
Избирался депутатом Верховного Совета РСФСР 5-го созыва.
Умер в 1983 году.